# Tonje Kjærgaard
Tonje Kjærgaard (født 11. juni 1975 i Silkeborg) er en tidligere dansk håndboldspiller, som deltog i OL i 1996 i Atlanta og 2000 i Sydney
Kjærgaard blev olympisk mester i håndbold under OL i 1996 i Atlanta. Hun var med på det danske landshold, som vandt håndboldturneringen foran Sydkorea og Ungarn. Fire år senere, under OL i 2000 i Sydney vandt hun sin anden olympiske guldmedalje i, da Danmark besejrede Ungarn med 31 - 27 i finalen.
Derudover blev hun verdensmester, da Danmark vandt VM i 1997 i Tyskland.
På klubplan er Kjærgaard synonymt med Ikast Håndbold, hvor hun spillede hele seniorkarrieren og var med til at vinde klubbens første Danske mesterskab i 1998. Her har hun også været kaptajn og senere bestyrelsesmedlem i klubben.
Hun arbejder i dag på Ikast-Brande Gymnasium og underviser i Biologi. Ydermere har hun fået en pizza opkaldt efter sig hos et lokalt pizzeria.

## OL-medaljer
- 1996:  Guld
- 2000:  Guld